# 김순덕 (필드하키 선수)
김순덕(金順德, 1967년 12월 20일~)은 대한민국의 은퇴한 필드하키 선수이다. 1988년 하계 올림픽에 출전하여 은메달을 획득하였으며, 아시안 게임에서 금메달 2개 획득했다.

## 선수 경력
영광군 묘랑면 덕흥리에서 태어났으며, 영광여자중학교(현재의 영광옥당중학교) 재학 시절에 필드하키에 입문했다. 이후 광주여자고등학교를 거쳐 한국체육대학교를 졸업했다. 서울에서 열린 1986년 아시안 게임에 여자 하키 대표팀으로 참가하였고, 국가대표팀 사상 처음으로 국제대회에서 금메달을 획득하였다. 이후 1988년 하계 올림픽에도 출전하여 은메달을 획득하였고, 노태우 대통령으로부터 체육훈장 맹호장을 수여받았다. 이후 1990년 아시안 게임과 여자 하키 월드컵에도 참여하였다. 특히 시드니에서 열린 여자 하키 월드컵 3~4위전에서는 양혜숙, 장은정과 함께 골을 기록, 3-2로 역전하며 3위로 마감하였다.

## 씨랜드 청소년수련원 화재
1995년 뉴질랜드로 이민을 갔으나 자녀의 한국어 교육을 위해 국내로 귀국하였다. 하지만 씨랜드 청소년수련원 화재로 첫째 아들(김도현) 잃었고, 그녀는 훈장을 국가에 반납한 후 다시 뉴질랜드로 이민을 갔다.
현재 오클랜드에 거주하고 있으며, 대한민국 국적을 유지하면서 뉴질랜드 영주권을 취득하여 재외국민 신분으로 살고 있다.

## 에피소드
- 훈장 반납과 관련하여 행정자치부장관 명의로 훈장 반납규정이 없어 반납 불가하다는 공문을 보냈다. 이에 훈장은 국가가 보관하며 원하면 언제든지 돌려주겠다고 말하였다.[12]
- 2014년에 세월호 침몰 사고가 일어나자 그녀는 CBS 라디오에 전화연결로 출연하여 "저희 때와 다를 게 아무 것도 없이, 변한 게 없구나"라고 말하였다.[13]